# Gli Spostati (programma radiofonico)
Gli Spostati è stato un programma radiofonico di Radio 2, condotto da Massimo Cervelli e Roberto Gentile. La trasmissione andava in onda dal lunedì al venerdì; l'ultima collocazione era la fascia oraria dalle 06:00 alle 07:30. Il nome è tratto dal film omonimo di John Huston, infatti il programma si occupava per lo più di cinema, sia pur con frequenti divagazioni soprattutto nella musica e nel costume.
Diverse le rubriche contenute nel programma, la più significativa si può considerare "Zoolander contro tutti", nella quale molti personaggi famosi hanno scelto il loro film della vita; il pubblico radiofonico avrebbe dovuto invece votare tra i molti lungometraggi il più gradito. Dopo un lungo torneo ad eliminazione diretta si sarebbe designata la pellicola avversaria del film Zoolander, scelto dai conduttori.
Nella finalissima del 25 gennaio 2007 è arrivato il celeberrimo Blade Runner, che alla fine è risultato vincitore (col 51% dei voti) sul sopracitato Zoolander.
Altri appuntamenti fissi sono "Quentin titolino", nel quale due radioascoltatori cercano di indovinare il titolo di un film, sulla base della sua trama narrata con una certa ironia e "Ma raccontami ancora" dove si deve azzeccare il seguito di un dialogo di un lungometraggio famoso. Nella nuova stagione 2007/08, è stato lanciato il nuovo gioco, "Puzzle&ini", in cui l'ascoltatore attraverso alcuni indizi forniti deve risalire al titolo di un film.
Nelle stagioni 2006/07 e 2007/08, Gli Spostati ha assorbito anche lo spazio di Viva Radio 2, che iniziava in ritardo (a novembre) rispetto al normale palinsesto invernale. Per un paio di mesi quindi Gli Spostati ha iniziato la sua trasmissione alle ore 13:40.
Nella stagione 2008/09 e nella prima parte di quella 2009/10 l'orario è rimasto sempre inalterato, con inizio ore 13:40 e conclusione alle 16:00. A partire dal 4 gennaio 2010, invece, la trasmissione è stata trasferita nella fascia mattutina, dalle 6:00 alle 7:30, non senza qualche disappunto sia da parte dei conduttori che da parte degli ascoltatori.
A settembre 2010 i due conduttori, secondo quanto riferito da loro stessi, hanno deciso di "separarsi consensualmente". Dall'inizio della stagione autunnale 2010/2011, quindi, la trasmissione è stata sostituita da un nuovo programma, chiamato NosTress e condotto da Massimo Cervelli, Joe Violanti e Nicoletta Simeone.